# TI-Nspire
 (août 2021).
Si vous disposez d'ouvrages ou d'articles de référence ou si vous connaissez des sites web de qualité traitant du thème abordé ici, merci de compléter l'article en donnant les références utiles à sa vérifiabilité et en les liant à la section « Notes et références ».

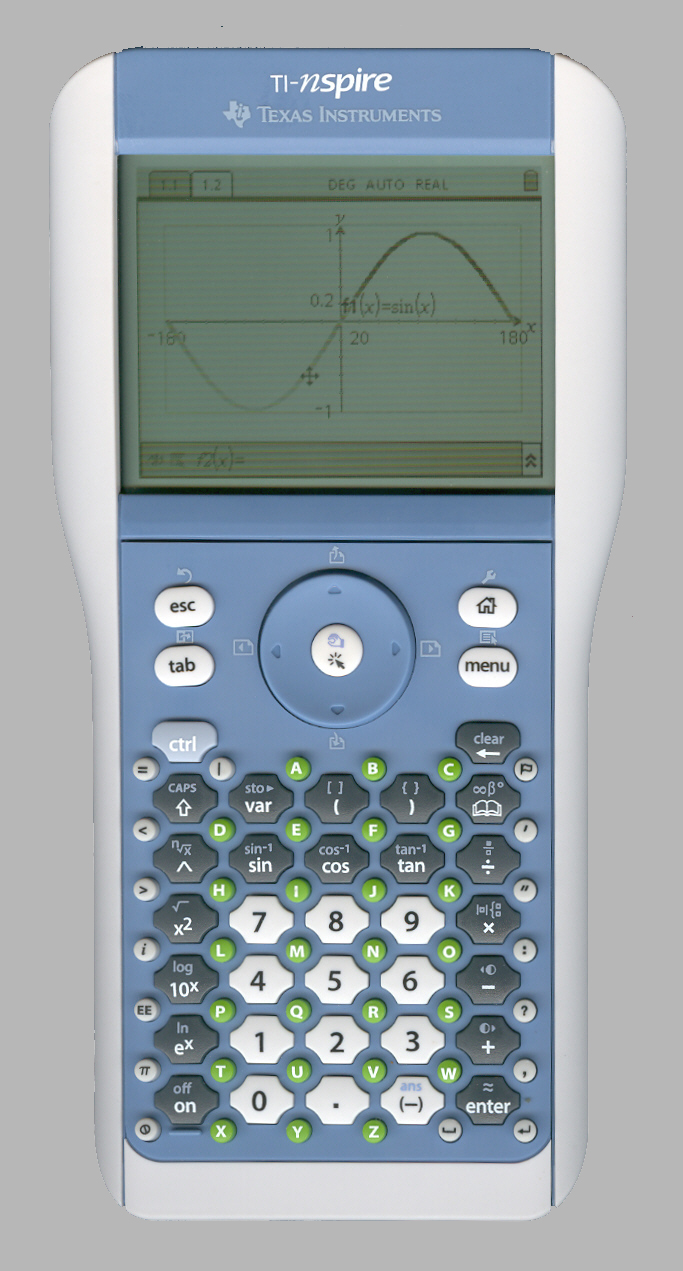
TI-Nspire avec clickpad amovible.

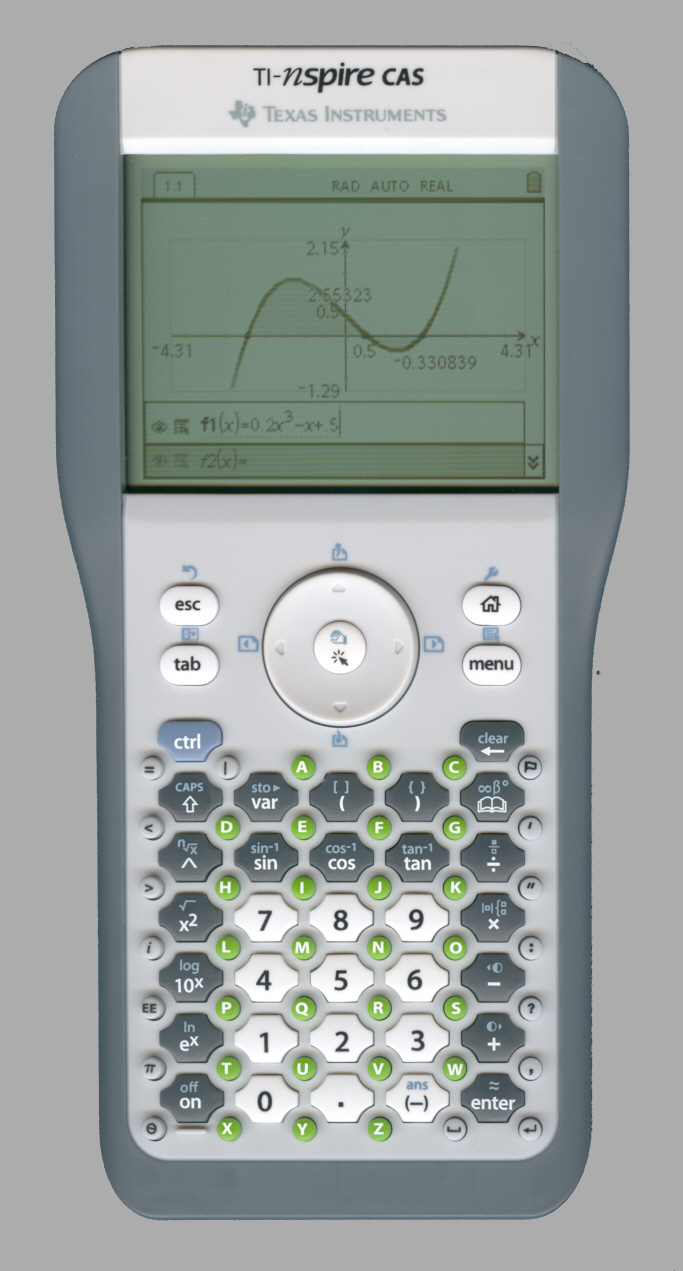
TI-Nspire CAS avec clickpad fixe.

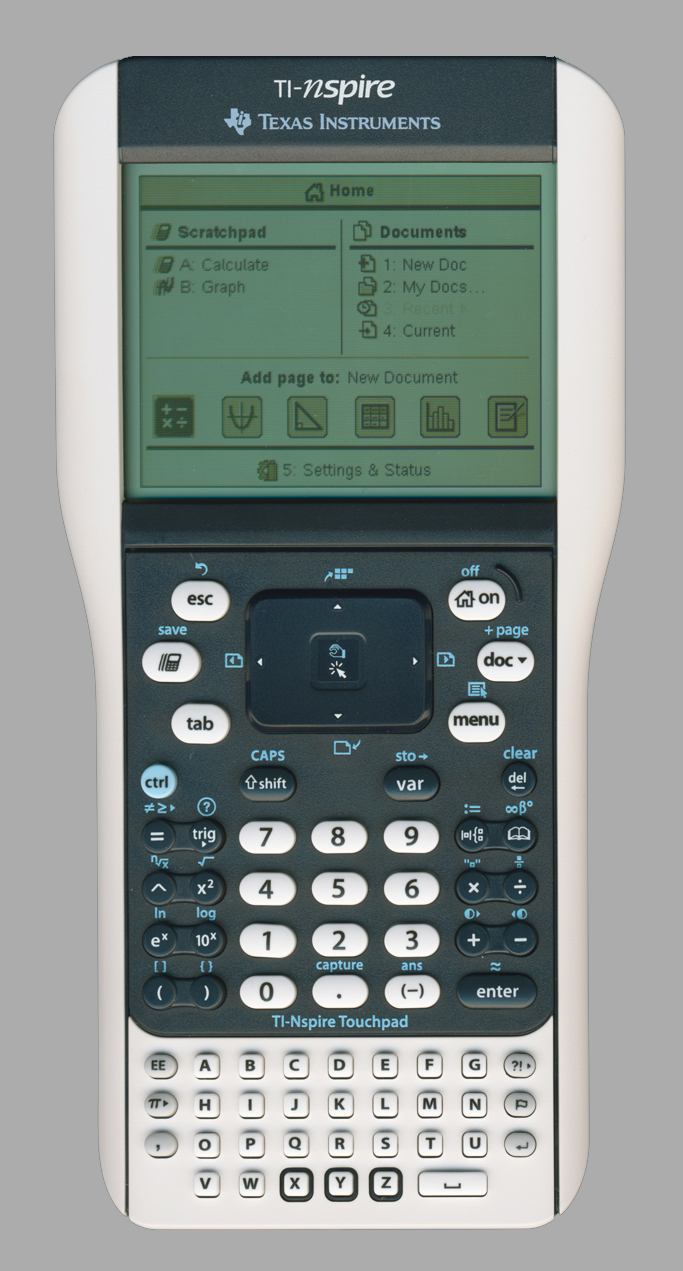
TI-Nspire avec Touchpad.

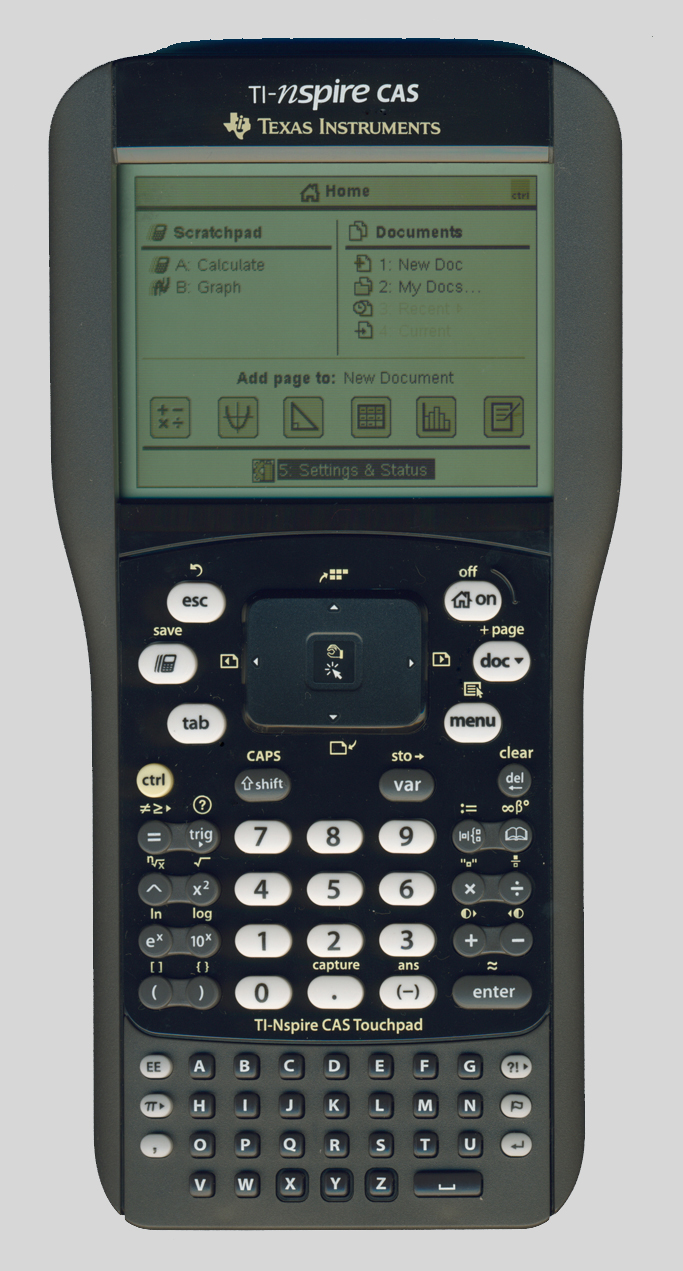
TI-Nspire CAS avec Touchpad.

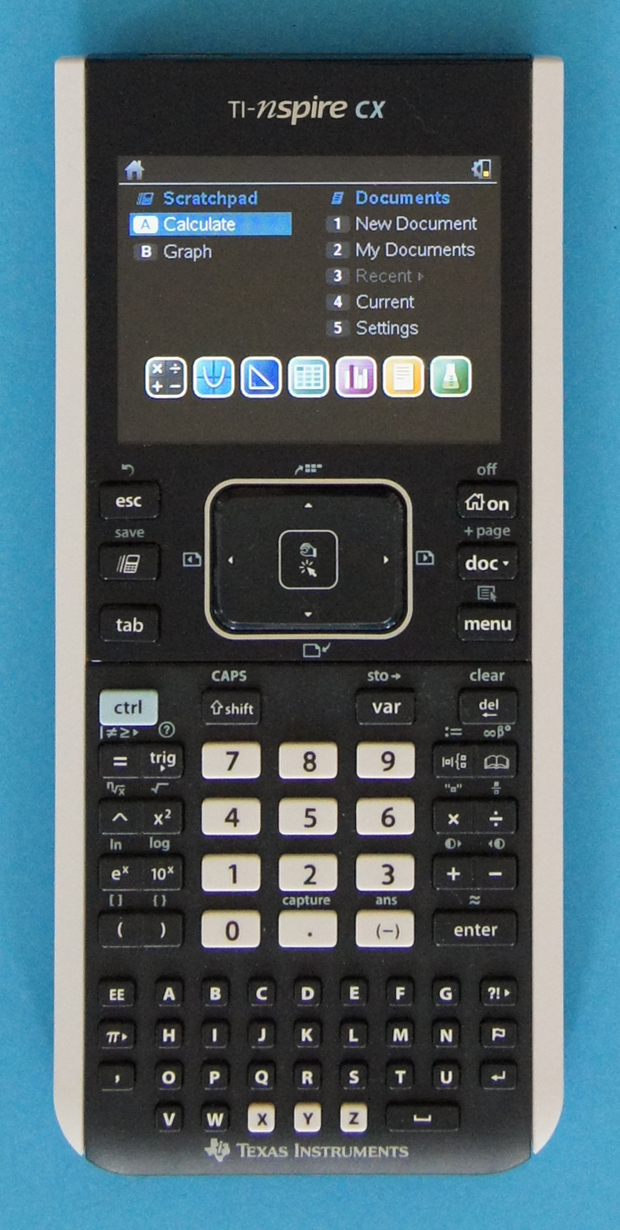
TI-Nspire CX.

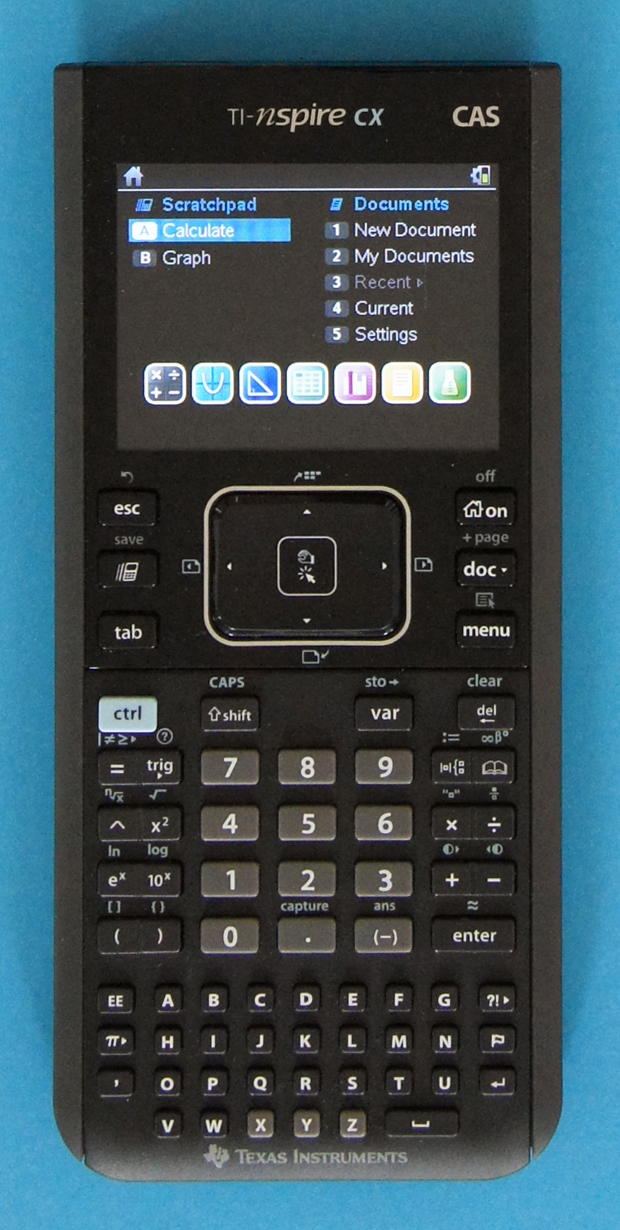
TI-Nspire CX CAS.

La ligne de produits TI-Nspire est une série de calculatrices graphiques développée par Texas Instruments (TI). Cette ligne comprend actuellement la TI-Nspire originale, la TI-Nspire CAS, la TI-Nspire CX et la TI-Nspire CX CAS. Il existe également des logiciels pour Windows et Mac OS X permettant de simuler les calculatrices et de créer/éditer des fichiers qui pourront y être lus. Le premier prototype largement distribué (donc pas la TI-Nspire+, peu répandue) de la TI-Nspire, appelée TI-Nspire CAS+, a été fabriqué à plus de 1000 exemplaires et distribué dans plusieurs pays (particulièrement l'Australie) pour évaluation en 2006. Par rapport à la version finale, la CAS+ disposait d'une mémoire plus réduite, et d'une disposition du clavier légèrement différente. 
La première version officielle de la TI-Nspire est apparue en France fin juin 2007. En 2010, Texas Instruments a commencé la vente de nouveaux modèles utilisant un pavé tactile, fournis avec les logiciels Nspire ou Nspire CAS selon le modèle de la calculatrice et des piles rechargeables en option. En 2011, TI a annoncé deux nouveaux modèles de la série TI-Nspire : la Nspire CX et la Nspire CX CAS. Les principales fonctionnalités nouvelles sont l'écran couleur, la batterie rechargeable et un corps plus fin que celui des versions précédentes. En 2019, TI a annoncé deux nouvelles évolutions de la série TI-Nspire CX : les CX II, toujours disponibles en variantes non-CAS et CAS, et dont la principale différence est la cadence du processeur, presque deux fois plus rapide (396 MHz) que sur les CX (désormais rétro-nommées "CX I").

## Caractéristiques et fonctionnalités
Les TI-Nspire constituent une amélioration substantielle du matériel par rapport aux calculatrices TI précédentes. Elles disposent d'écrans LCD d'une définition de 320×240 pixels, en 16 nuances de gris pour la Nspire et en couleurs 16 bits pour la Nspire CAS et les deux modèles Nspire CX. Elles utilisent des processeurs TI-NS2006A, à base d'ARM cadencés à 90 MHz. (Cette fréquence peut être modifiée à l'aide d'utilitaires d'Overclock comme Nover, pour les Nspire "jailbreakées" avec Ndless).
Elles sont comparables à la TI-84 Plus du point de vue des caractéristiques et des fonctionnalités, et sont capables d'émuler une TI-84 au moyen d'un plugin et d'un clavier spécifique, inclus et interchangeable avec le clavier standard.

### Mémoire
Les deux calculateurs ont 16 Mo de mémoire flash NAND, 20 Mo de SDRAM, et 512 Ko de mémoire Flash NOR. La mémoire flash NAND contient le système d'exploitation et les documents enregistrés. Son contenu est copié au démarrage dans la mémoire vive SDRAM. Celle-ci sert de mémoire de travail. Son contenu est à son tour copié dans la mémoire flash NAND lorsque l'on éteint la machine. Ce fonctionnement est rendu nécessaire par l'architecture de la Nspire qui utilise une technologie mémoire (SDRAM) permettant une plus grande capacité, mais aussi plus consommatrice en énergie et ne pouvant donc être sauvegardée avec une simple pile bouton CR2032 comme sur la TI-89 (il n'y a d'ailleurs pas de pile de sauvegarde sur les TI-Nspire). Ce choix entraine un léger temps de latence au démarrage et à l'arrêt de la machine.
La mémoire flash NOR de démarrage contient des instructions pour le chargement du système d'exploitation.
Les deux modèles CX ont quant à eux 64 Mo de mémoire flash NAND et 128 Mo de SDRAM (dont 115 Mo disponibles pour l'utilisateur).

### Utilisation pour les examens
Comme les TI-Nspire n'ont pas de clavier QWERTY, il est possible de les utiliser pour la plupart des examens américains, en particulier le PSAT, le SAT, le SAT II, l'ACT, l'Advanced Placement, et le baccalauréat international.
En France les calculatrices devront obligatoirement être dotées d'un mode examen avec diode électroluminescente à partir non plus de 2018 mais de 2019 pour les épreuves de Brevet des collèges, Bac S, Bac L, Bac ES, BTS, DSGC, DCG et DEC.
Lorsque le « mode examen » est activé (en anglais press-to-test) la calculatrice refuse à l'utilisateur l'accès aux fichiers enregistrés et en option à certaines fonctions avancées. La diode permet aux surveillants de contrôler que le mode « examen » est activé. Effectuer un reset ou retirer la batterie ne désactive pas ce mode.
Toutes les TI-Nspire sont conformes à la loi française applicable en 2018, sauf la TI-Nspire CAS avec Clickpad fixe (modèle gris) car elle n'est pas équipée d'une diode.

## Système d'exploitation
Les TI-Nspire permettent de partager des variables entre les applications : il est par exemple possible d'afficher simultanément une application de calcul, dans laquelle on définit des fonctions, et un graphique affichant leurs courbes représentatives ; toute modification effectuée dans la première application sur la définition des fonctions aura un effet immédiat sur leur représentation.
Elles supportent également l'affichage naturel des formules, dit pretty-print.
Le système d'exploitation (OS) de la TI-Nspire CAS est capable d'afficher et d'évaluer les valeurs symboliquement, et non pas seulement comme des nombres décimaux (CAS est l'acronyme de Computer Algebra System, soit système d'algèbre informatique). Il inclut des fonctions algébriques, par exemple un système de résolution d'équations différentielles symboliques, de calcul des vecteurs propres complexes d'une matrice, et des fonctions d'analyse comme les limites, les dérivées, et l'intégrale ; en cela, la TI-Nspire CAS est plus comparable à la famille TI-92/Voyage 200/TI-89 qu'aux autres calculatrices graphiques programmables de la marque.
Le système d'exploitation a été mis à jour fréquemment depuis 2007 (à cause de bogues et de fonctions manquantes[réf. nécessaire]), un an après sa sortie en 2006. Le dernier OS en date pour les calculatrices TI-Nspire est la version 3.9, pour les TI-Nspire CX, la version 4.5, et pour les TI-Nspire CX II, la version 5.3.
La version 2.0 du firmware contient quelques améliorations. La plus notable est le scratchpad (bloc-notes), une application intégrée au système d'exploitation, qui peut être utilisée pour créer rapidement des graphiques et réaliser des opérations. Elle est fournie avec les Nspire disposant d'un pavé tactile.
La version 3.0 introduit les graphiques tridimensionnels, la possibilité de programmer l'appareil en Lua, ajoute quelques nouvelles fonctionnalités et des corrections de bogues.
Les modèles récents de TI-Nspire CX CAS révision matérielle J embarquent l'OS 3.2.4, qui empêche le downgrade (retour à un OS antérieur), et ainsi l'installation de Ndless. Depuis l'OS 3.6 et la nouvelle révision de Ndless, il est à nouveau possible de l'installer, même sur les modèles révision J. Cependant ces derniers ne permettent pas une installation permanente de Ndless.

### Version 2
Les versions 2.0 et ultérieures du système d'exploitation ajoutent principalement les fonctionnalités suivantes :
- Scratchpad : sur une TI-Nspire, il n'est possible d'avoir qu'un seul classeur ouvert à la fois. Ainsi, par exemple, pour lire les données contenues dans un autre classeur, il faut tout d'abord sauvegarder le classeur en cours, le fermer, et ouvrir celui désiré. En comparaison avec l'ordinateur, c'est un peu comme si l'on ne pouvait avoir qu'une fenêtre ouverte à la fois. Texas Instrument a alors inventé ce Scratchpad comme une « fenêtre » toujours ouverte, et donc pouvant être en parallèle avec un classeur. Dans le Scratchpad, il y a deux onglets : un pour les calculs et un pour les courbes.
- Modification de l'application calcul : possibilité de résoudre des systèmes d'équations (linéaires ou non), calcul des racines complexes et réelles des polynômes, du PGCD, et de nombreuses opérations sur les polynômes ;
- Nouvelles capacités de programmation, en particulier la possibilité de séparer une page de programmation d'une page de calcul et de nouvelles fonctions d'entrée-sortie : Request et RequestStr ;
- L'application graphique permet des zooms arbitraires et de l'analyse graphique : recherche des zéros, des minimums, des maximums, des points d'inflexion, des dérivées par exemple ;
- Apparition d'une application de géométrie permettant de dessiner des figures statiques ;
- La possibilité d'effectuer des calculs directement dans l'application Notes apparaît.

### Version 3
Pour la sortie de la TI-Nspire CX CAS et de la TI-Nspire CX (pour la rentrée 2012[réf. nécessaire]), une nouvelle version (3.0) du système d'exploitation, est parue pour remplacer les versions 1 et 2 du système. Cet OS a été publié en avril 2011 peu avant la sortie des TI-Nspire de la série CX. 
Cet OS a introduit de nouvelles signatures cryptographiques, et de nouvelles sécurités qui ne permettent pas d'installer ou même d’exécuter de programmes communautaires, ceci empêchant l’exécution de programmes compilés vers du code natif (écrits en C ou en assembleur) par l’intermédiaire de Ndless. Ces sécurités ne permettent pas d’exécuter des programmes dans le langage introduit avec les nouveaux OS, le Lua. Ces sécurités sont au nombre de 4 et ont presque toutes été contournées. Il existe depuis des mois un utilitaire permettant de "leurrer" l'OS, en créant un fichier au format attendu, permettant d’exécuter du code Lua qui n'a pas été créé avec les générateurs officiels.

## Spécificités des modèles CX
Les TI-Nspire CX CAS et CX ont un design plus fin avec une épaisseur d'environ 1,57 cm (presque la moitié de la TI-89), une batterie de 1 060 mAh rechargeable (par USB, ou via l'acquisition d'un chargeur mural), un écran couleur rétro-éclairé de 320×240 pixels (3,2 pouces de diagonale), et l'OS 3.0, qui inclut des fonctionnalités telles que les graphiques en 3D. Moins d'un an plus tard, Ndless 3.1 permet de nouveau d'exécuter du code natif sur toutes les calculatrices Nspire munies de l'OS 3.1.
La CX est livrée sans mode d'emploi complet (il est disponible en téléchargement sur le site de Texas Instruments), mais elle est livrée avec un logiciel permettant de réaliser sur un PC les mêmes opérations que sur la calculatrice, et d'échanger les programmes entre le PC et la Nspire. Il faut noter que ce logiciel dépend d'un numéro de licence, et que lors de la revente de la Nspire, la licence n'est pas transférable.

### Conception
Outre leur finesse, les CX et la CX CAS disposent également de plus de mémoire, mais perdent la possibilité de changer le clavier par celui de la TI-84 Plus, et perdent de fait la compatibilité avec celle-ci. Les couleurs de la calculatrice sont toujours les mêmes : la CX est bleue, blanche et noire tandis que la CX CAS est grise et noire. Les ports ont légèrement changé : le mini-USB s'est déplacé du centre vers la droite pour faire de la place pour un second port permettant de connecter un nouveau module sans fil. Ce nouvel adaptateur sans fil n'est pas compatible avec les précédents modèles de la TI-Nspire. Le troisième port qui se trouve en dessous de la calculatrice est réservé aux stations d'accueil de chargement et de laboratoire. Le nombre de touches n'a pas changé. Les restrictions concernant les examens sont les mêmes que pour la TI-Nspire d'origine.

### Affichage
La TI-Nspire CX possède un écran couleur rétro-éclairé de 320×240 pixels (3,2" de diagonale) affichant plus de 65000 couleurs et dont la luminosité est réglable. Il est légèrement plus petit que sur les précédentes « TI-Nspire » mais dispose de bords plus fins, ce qui rend la zone affichable comparable aux précédentes machines.

### Batterie
La batterie des CX est un peu différente de celle des modèles précédents (1 060 mAh pour les CX contre 1 230 mAh pour les anciens modèles) qui fonctionnaient avec des piles AAA[pas clair]. Cette batterie Li-Ion peut être rechargée avec l'adaptateur mural inclus mais également sur un ordinateur via le port USB. TI précise que la batterie possède un temps de charge de 4 heures, pour une autonomie de 2 semaines en utilisation quotidienne normale. Lorsque la machine est connectée à l'adaptateur mural, la batterie n'est pas utilisée. Elle coûte 15 $ aux États-Unis.

### Révision de 2019
En février 2019, Texas Instrument annonce de nouveaux modèles: en Europe, la TI-Nspire CX II-T et la TI-Nspire CX II-T CAS. Pour la Chine, le suffixe est "-C" au lieu de "-T", et celui-ci est absent pour les versions américaines. Les machines sont plus puissantes (cadence environ doublée du processeur), mais conservent le design de la génération précédente, excepté la couleur.
Ces machines sont livrées en version 5.0, ce qui empêche l'utilisation de ndless à leur sortie et au moins jusqu'en 2020. Cependant, de nombreux programmes en Lua et Basic restent disponibles et fonctionnels.
Les versions CAS, T et C des TI-Nspire CX II disposent toutes d'un moteur de calcul exact, contrairement à la génération précédente. La version US TI-Nspire CX II est la seule à ne pas disposer de cette fonctionnalité (version blanche et bleu).
La TI-Nspire CX II-T CAS dispose d'un moteur de calcul formel amélioré et désactivable, mais autorisé au baccalauréat français.